# Paquistão Ocidental
Paquistão Ocidental (em urdu:  مغربی پاکستان, Mag̱ẖribī Pākistān; em bengali:  পশ্চিম পাকিস্তান, Pôśchim Pākistān) foi o nome dado, a princípio informalmente e, entre 1955 e 1970, oficialmente, a um dos dois exclaves criados em 1947, após a Partição da Índia, quando da formação do moderno estado do Paquistão. Ambos -  Paquistão Ocidental e  Paquistão Oriental - eram separados pelo norte da Índia.
Ambos faziam parte da Índia Britânica até a independência paquistanesa, em 1947, quando se iniciaram as grandes partições da Índia colonial e a criação dos novos estados internos e do Paquistão independente. A identidade sócio-linguística foi um dos fatores mais importantes no estabelecimento de regiões administrativas distintas ao fim do período colonial.

## História
O Paquistão Ocidental foi criado em 14 de outubro de 1955, mediante a fusão de várias províncias, estados e zonas tribais indianas. Compunha-se de doze divisões, e sua capital se estabeleceu em Lahore. A província  indiana de Bengala Oriental passou a se chamar Paquistão Oriental, com capital em Dhaka. Em 1959, o governo federal se transferiu  de Karachi para Rawalpindi  - capital provisória, até que a construção da nova capital, Islamabad, fosse concluída -, enquanto o poder legislativo federal foi transferido para Dhaka.
As províncias do Paquistão Ocidental formaram um aparente bloco homogêneo, porém havia profundas diferenças linguísticas e étnicas. Aplicou-se uma política de uma só unidade (One Unit), visando implementar uma reforma administrativa destinada a reduzir os gastos da província. Entretanto, com o golpe militar de 1958, apoiado pelos Estados Unidos, os problemas se avolumaram, quando o cargo de chefe de governo foi abolido, e o Presidente passou a responder pelo poder  executivo do Paquistão Ocidental.
O Paquistão Ocidental era politicamente dominante. O Paquistão Oriental, apesar de ter mais da metade da população, tivera um número desproporcionalmente menor de assentos na Assembleia Constituinte. A esse desequilíbrio na representação e à distância entre os dois exclaves atribuía-se a demora na adoção da nova  constituição do país. Para reduzir as diferenças entre as duas regiões, o governo decidiu reorganizar o território em duas províncias distintas, conforme a política denominada One Unit, anunciada pelo Primeiro-ministro Chaudhry Muhammad Ali, em 22 de novembro de 1954.
Em 1970, o Presidente da República, General Yahya Khan, promoveu uma série de reformas territoriais, constitucionais e militares, estabelecendo as  assembleias provinciais, o parlamento e as fronteiras de quatro províncias. Em 1º de julho de 1970, a política de One Unit foi extinta, e o Paquistão Ocidental foi renomeado, passando a se chamar simplesmente "Paquistão". As reformas não tiveram efeito no Paquistão Oriental, que manteve a posição geográfica estabelecida em 1955.

Localização: Paquistão Ocidental e Paquistão Oriental

Nas eleições gerais de dezembro de 1970, a  Liga Popular de Bangladesh (Liga Awami), de centro-esquerda, liderada pelo xeque Mujibur Rahman, obteve esmagadora maioria no parlamento (incluindo 167 dos 169 assentos) no Paquistão Oriental. A Liga reivindicou maior autonomia para o Paquistão Oriental, mas o governo militar não permitiu que Rahman formasse um governo. Mas, em março, sua casa havia se tornado, de facto, a sede do governo no Paquistão Oriental. No início da Guerra de Libertação de Bangladesh, Mujibur Rahman foi preso em sua casa, por soldados paquistaneses. Em 25 de março de 1971, o Paquistão Ocidental começou uma guerra civil para anular a vitória democrática dos paquistaneses orientais. Assim iniciou-se o confronto entre o exército paquistanês e a guerrilha do movimento de resistência Mukti Bahini. Em 10 de abril de 1971, quando da formação do Governo Provisório de Bangladesh, Rahman foi nomeado Presidente e chefe das forças armadas de Bangladesh.
A crise dos refugiados resultante da guerra levou à intervenção da Índia e, posteriormente, à rendição do  exército do Paquistão. O Paquistão Oriental, depois de sofrer um verdadeiro genocídio de sua população bengali,  converteu-se finalmente no estado independente de Bangladesh, no dia 16 de dezembro de 1971.